# Дом Намюр
Дом Намюр (на френски: Maison de Namur; на немски: Haus Namur) е владетелската фамилия на Графство Намюр.
Фамилията наследява през 1136 г. чрез женитбата с Ермезинда I графството Люксембург. Освен Намюр и Люксембург фамилията притежава графствата Дюрбюи и Ла Рош.
Домът изчезва през 1247 г. с графиня Ермезинда II, която добавя собствеността си на Дом Лимбург-Арлон. Градството Намюр отива според договора от Динант от 26 юли 1199 г. на графовете от Хенегау.

## Родословен списък
1. Беренгар, comes 907/937, † пр. 946; ∞ NN, дъщеря на Регинар I, граф в Хенегау, наследничка на Ломегау (comitatus Lomacensis) (Регинариди)
  1. Роберт I, comes 946/974, † пр. 981; ∞ Ерменгарда, дъщеря на Отон I Верденски, херцог на Лотарингия
    1. Алберт I, 992 граф на Намюр, † 1011; ∞ 990 Ерменгарда (Aleide), † 1012, дъщеря на херцог Карл от Долна Лотарингия (Каролинги)
      1. Роберт II, † 1031
      2. Алберт II, † 1063/1064, фогт на Анден, основател на Saint-Aubain в Намюр; ∞ Регелиндис, 1067 доказана, дъщеря на херцог Готцело I от Долна Лотарингия) (Вигерихиди)
        1. Алберт III, † 22 юни 1102, 1063/64 граф на Намюр, 1088 фогт на манастирите Ставело и Малмеди; ∞ 1065/66 Ида от Саксония, наследничка на Ла Рош, дъщеря на Бернхард II, херцог на Саксония, вдовица на Фридрих II, херцог на Долна Лотарингия (Билунги)
          1. Готфрид (Годефройд), † 19 август 1139, 1102 граф на Намюр, 1097 граф на Château-Porcien; 1121 подарител на Floreffe; ∞ I 1087, разведен 1104, Сибила от Château-Porcien, дъщеря на граф Рожер и Ерменгарда, тя се омъжва втори път за Withier de Vitri, граф на Ретел; ∞ II 1109 Ермезинда, 1136, графиня на Longwy, † 1141, дъщеря на граф Конрад I, вдовица на Готфрид, граф на Дагсбург
            1. (I) Елизабета, 1141 доказана; ∞ Gervais, граф на Ретел; ∞ II Clarembaud de Roscy, 1141 доказан
            2. (I) Фландрина; ∞ Hugues d‘Épinoy
            3. (II) Алберт, † 1127
            4. (II) Хайнрих IV Слепи, † 14 август 1196, 1136 граф на Люксембург и Лонгви, 1139 в Намюр, 1152 в Ла Рош и 1161 в Дюрбюи, фогт на манастир St. Maximin в Трир, на Ехтернах и на манастирите Ставело и Малмеди; ∞ I 1152/59, разведен 1163, Лаурета от Фландрия, † 1175, дъщеря на Дитрих Елзаски, граф на Фландрия, вдовица на Иван, граф на Аалст, разведена от Хайнрих II, херцог на Лимбург, вдовица на Рудолф I, граф на Вермандуа; ∞ II 1168 Агнес от Гелдерн, дъщеря на Хайнрих, граф на Гелдерн
              1. (II) Ермезинда I, * юли 1186, † 12 февруари 1247, наследничка на Люксембург; ∞ I 1197 Теобалд I, граф на Бар, 1198 граф на Люксембург, † 12/13 февруари 1214; ∞ II февруари/май 1214 Валрам IV, херцог на Лимбург, † 2 юли 1226

            5. (II) Клеменция, † 28 декември 1158; ∞ um 1130 Конрад, херцог на Церинген, † 1152 (Церинги)
            6. (II) Алиса; ∞ 1130 Балдуин IV, Хенегау, 1163 граф на Намюр, † 8 ноември 1171
            7. (II) Беатрикс, † 1160; ∞ Gonthier, граф на Ретел, † 1148

          2. Хайнрих I, 1102/28 доказан, † 1138, граф на Ла Рош, фогт на Ставело и Малмеди, ∞ Матилда от Лимбург, 1148 доказана, дъщеря на Хайнрих I, граф на Лимбург и Арлон
            1. Готфрид, 1125 доказан, 1138 граф
            2. Хайнрих II, 1143 граф, † 10 януари 1153; ∞ Елизабета, 1190 доказана
            3. Фридрих, † 30 октомври 1174, 1164 архиепископ на Tyrus
            4. Матилда; ∞ I Thierry de Walcourt, 1130/47 доказана, ∞ II Никола д’Авен (Дом Авен)
            5. Беатрикс, 1152 доказана; ∞ Герхард от Бреда, 1124/25 доказан, † пр. 1152

          3. Фридрих, † 27 май 1121, 1119 епископ на Лиеж
          4. Алберт, † пр. 1122, граф на Яфо; ∞ 1118/19 Манила, вдовица на Хуго от Le Puiset (Hugues du Puiset), граф на Яфо
          5. Аликс, 107/1124 доказана, ∞ Ото II, граф на Chiny, † 28 март 1125

        2. Heinrich I., 1167/97 доказан, 1178 граф на Дюрбюи
          1. Готфрид, † 1124, граф на Дюрбюи; ∞ Аликс от Grandpré, 1124 доказана, дъщеря на Хайнрих I, граф на Grandpré, омъжва се втори път за Готфрид от Еш
            1. Рихард, † 1171, 1163 епископ на Вердюн
            2. Хайнрих II, 1124 малолетен, † 1147, граф на Дюрбюи
            3. Аликс, калугерка

    2. Гизелберт, 981 доказан
    3. Ратбод, 981 доказан